# Parafia św. Małgorzaty w Dębowcu
Parafia pod wezwaniem Świętej Małgorzaty w Dębowcu – parafia rzymskokatolicka znajdująca się w Dębowcu. Należy do dekanatu Skoczów diecezji bielsko-żywieckiej. 
W sprawozdaniu z poboru świętopietrza z 1335 w diecezji wrocławskiej na rzecz Watykanu sporządzonego przez nuncjusza papieskiego Galharda z Cahors wśród 10 parafii archiprezbiteratu w Cieszynie wymieniona jest parafia w miejscowości Bemgart, czyli Dębowiec. Współczesny kościół parafialny wybudowano na miejscu poprzedniego, drewnianego w połowie XIX wieku.